# Bimba per cinque dollari
Bimba per cinque dollari (The Five Dollar Baby) è un film muto del 1922 prodotto e diretto da Harry Beaumont. I cinque dollari del titolo si riferiscono alla somma pagata per la piccola Ruth, un'orfana che, da adulta, è interpretata dalla popolare attrice Viola Dana.

## Trama

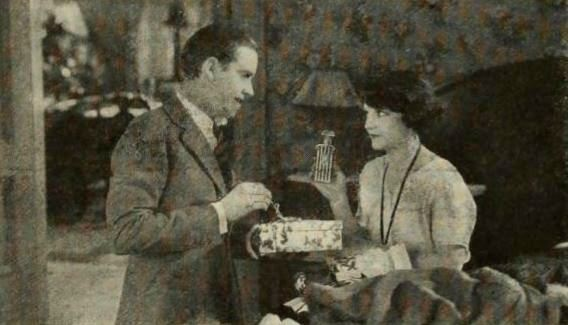
Viola Dana e un attore non identificato nel film

Un vagabondo, soprannominato Solitary Kid, trova sulla porta di una casa un fagotto con dentro una neonata. La piccola è accompagnata da un biglietto che promette, al compimento dei suoi diciotto anni, una ricca ricompensa alla persona che la soccorrerà. Solitary Kid, allora, cede la bambina per cinque dollari a un ebreo, proprietario di un banco di pegni, che accoglie la piccola crescendola come una figlia. Quando Ruth compie diciotto anni, Solitary Kid viene a riscuotere, ma scopre che la sua ricompensa sarà quella che riceverà in cielo. Furibondo, l'uomo cerca di ricattare il padre adottivo della ragazza. Lei, sentendo le minacce del vagabondo, corre a chiamare la polizia che arresta Solitary Kid. Ruth, ormai grande, sposa un giovane irlandese, il suo fidanzatino fin da quando i due erano bambini.

## Produzione
Il film fu prodotto dalla Metro Pictures Corporation.

## Distribuzione
Il copyright del film, richiesto dalla Metro Pictures Corp., fu registrato il 29 giugno 1922 con il numero LP18123.
Distribuito negli Stati Uniti dalla Metro Pictures Corporation, il film uscì nelle sale cinematografiche il 4 settembre 1922 dopo essere stato presentato in prima a New York presumibilmente il 25 giugno 1922. In Francia, prese il titolo Le Bébé de cinq dollars.
In Italia, con il visto di censura numero 19633, fu distribuito nel 1924 dalla Pittaluga.
Non si conoscono copie ancora esistenti della pellicola che viene considerata presumibilmente perduta.